# Maquis (Star Trek)
I Maquis sono un'organizzazione paramilitare immaginaria dell'universo di Star Trek. Si tratta di un gruppo di guerriglieri illegale composto da cittadini della Federazione dei Pianeti Uniti ed ex membri della Flotta Stellare. Apparsi nella serie tv Star Trek: The Next Generation, i Maquis hanno una parte in vari episodi di Star Trek: Deep Space Nine e in Star Trek: Voyager alcuni di essi fanno parte dell'equipaggio dell'omonima nave: due di loro (Chakotay e B'Elanna Torres) hanno incarichi di comando (primo ufficiale l'uno, ingegnere capo l'altra). 

## Descrizione
Il termine Maquis è ripreso da quello del movimento della resistenza francese contro l'occupazione nazista durante la seconda guerra mondiale.
L'alleanza Maquis nasce nel 2370, in seguito alla ratifica da parte della Federazione di un trattato di pace con l'Unione Cardassiana che ha ridisegnato i confini delle due potenze. Poiché molti cittadini federali si sono ritrovati, in seguito alla definizione dei nuovi confini, a vivere in porzioni di spazio non più facenti parte della Federazione, questi sono stati vittime sia di violenze da parte dei Cardassiani che della Federazione stessa, intervenuta per fermare il movimento Maquis per evitare una nuova conflittualità con Cardassia. 
I Maquis saranno pressoché sterminati durante la guerra del Dominio nel 2374: il Dominio, infatti, alleatosi con i Cardassiani, li aiuterà a sterminare definitivamente l'organizzazione (alcuni superstiti vengono poi mandati in prigione).
Gli ultimi Maquis rimasti sono quindi quelli che nella serie Star Trek: Voyager vengono catapultati nel 2371 dalla regione delle Badlands fino al remoto Quadrante Delta della galassia insieme all'astronave federale USS Voyager, incaricata dalla Flotta Stellare di catturare l'equipaggio ribelle. Quest'ultimo, in seguito alla distruzione della loro astronave, si allea poi con l'equipaggio della Voyager nel difficile tentativo di ritornare a casa, sulla Terra, mettendo da parte l'ostilità con la Federazione e reinserendosi nei quadri della Flotta.